# Gideon Emery
Gideon Emery (født 12. september 1972) er en britisk skuespiller, sanger og stemmelægger.
Han har lagt stemme til flere spilfigurer i serier som Dragon Age og The Elder Scrolls, og desuden i flere af Blizzard Entertainments titler.

## Udvalgt filmografi

### Tv-serier
- 2008: General Hospital – Jasper "Jax" Jacks
- 2012: Last Resort – Booth
- 2013–17: Teen Wolf – Deucalion
- 2014: Shameless – Professor Moss
- 2016–17: Good Behavior – Silk

## Udvalgte computerspil
- 2009: Dragon Age: Origins – Taliesen, Alarith, Frandlin Ivo, Oskias, bl.a.
- 2010: Mass Effect 2 – Kenn, Officer Tammert, Captain Gavorn, bl.a.
- 2011: Dragon Age II – Fenris, Paxley, Temmerin, Liam, Tethras Garen, Samson
- 2012: World of Warcraft: Mists of Pandaria – Lor'themar Theron
- 2013: Starcraft II: Heart of the Swarm – Dominion Marine
- 2014: Diablo III: Reaper of Souls – Crusader (Male), bl.a.
- 2014: The Elder Scrolls Online – Male Altmer #3, Male Dunmer #3
- 2014: Wolfenstein: The New Order – Fergus Reid
- 2014: Dragon Age: Inquisition – Samson
- 2018: World of Warcraft: Battle for Azeroth – Brother Pike